# 斯托克布里奇鎮區 (密西根州)
斯托克布里奇鎮區（英語：Stockbridge Township）是位於美國密西根州英厄姆縣的一個行政鎮區。

## 地方資料
斯托克布里奇鎮區的面積為93.03平方千米，當中陸地面積為91.84平方千米，而水域面積為1.19平方千米。根據2020年美國人口普查的數據，當地共有人口3912人，而人口密度為每平方千米42.05人。